# Sant Jeroni al desert (Mantegna)
Sant Jeroni al desert és una pintura al tremp sobre taula (48 × 36 cm) atribuïda al pintor italià renaixentista Andrea Mantegna, datada aproximadament dels anys 1448 -1451, i conservada al Museu d'Art de São Paulo.

## Història
L'obra s'atribueix en general a la primera època de l'artista, poc després de la seva independència del taller de Francesco Squarcione (1448) i en relació amb el primer viatge a Ferrara (1449), a la cort de Leonello d'Est. Deslliurat de les càrregues del taller, on havia participat en pintures de devoció pel compte de les obres que li demanaven al seu mestre, Mantegna es va dedicar a realitzar encàrrecs privats de diversa índole. Aquest treball en particular, es creu que va ser tractat pel poeta i humanista d'Ulises Aleotti: Jeroni, amb tot, era el sant erudit, la figura del qual encarnava els ideals dels mateixos humanistes.
Al Kupferstichkabinett de Berlín hi ha un dibuix de sant Jeroni llegint al costat del lleó, datat, en general, del mateix any en què el sant té característiques molt similars a les de la pintura, però una actitud diferent: pot ser un dibuix preparatori per a aquesta composició o un estudi per a una altra obra similar perduda.

## Descripció
Des d'un punt de vista iconogràfic el treball fusiona les dues representacions tradicionals de sant Jeroni: com a traductor de la Bíblia (Sant Jeroni al seu estudi), i com a ermità i penitent (Sant Jeroni al desert). –Usat també per Piero della Francesca als mateixos anys (Sant Jeroni penitent en la Gemäldegalerie (Berlín)-.
El sant està representat en una cova del desert amb un rudimentari banc fent de taula, on es troba uns llibres i una ploma que simbolitza el seu estudi. Sobre un altre pedrenyal que li fa de seient, sembla que es troba en un acte de meditació i oració, ja que la seva mà dreta sosté un rosari, mentre mira el capel cardenalici llençada per terra. Al seu costat està el seu fidel lleó, a qui el sant havia eliminat, segons la tradició, una espina del seu peu, A la part superior de la cova, i mig amagat en l'ombra, hi és un santcrist, un altre element típic a les representacions del sant. A la part inferior n'hi ha també un sòcol, un detall que sembla presa de la pintura flamenca, que sens dubte Mantegna havia pogut observar en algunes col·leccions. Penjant d'una biga dins la cova es recolzen dos martells, potser per relacionar-ho amb la Passió de Crist. A la part superior, fora de la cova, es troba un mussol, animal associat tradicionalment amb les creences màgiques i supersticioses, combatible per la llum de la raó.
El protagonista de la representació també és el gran paisatge, que recorre una obertura de la cova mateixa, ampliant la profunditat de l'obra. Les roques escarpades i en múltiples capes són un element que s'observa a moltes obres de l'artista, com a l'Oració a l'hort.